# It’s Not Me, It’s You
It’s Not Me, It’s You ist das zweite Album der britischen Pop-Sängerin Lily Allen. Es wurde 2008 mehrheitlich in den Eagle Rock Studios in Los Angeles mit Produzent Greg Kurstin aufgenommen, der schon bei drei Songs des Debütalbums beteiligt war. Hier ist er auch als Songwriter an allen Songs beteiligt.

## Zum Album
Allen stellte schon früh erste Versionen verschiedener Songs auf ihrer MySpace-Seite bereit. So erschien die spätere Single The Fear als I Don’t Know, während das letztlich expliziter betitelte Fuck You als Guess Who Batman, Get with the Brogram und dann nur GWB erschien. Der Song Who’d Have Known hätte zunächst nicht auf dem Album erscheinen dürfen, weil er zu sehr dem Lied Shine von Take That ähnelte, nachdem die Band jedoch ihre Erlaubnis gegeben hatte, kam es doch zur Veröffentlichung. Im Mai 2008 gab Allen bekannt, dass das Album bald erscheinen solle, jedoch hielt das Label das Album zurück, so dass es erst im Februar 2009 erschien.
Kommerziell war das Album sehr erfolgreich und gelangte bei seinem Erscheinen sofort auf Platz 1 der britischen Charts, ebenso in Australien. Auch im Rest der Welt gab es hohe Charts-Platzierungen, darunter die Top 10 in den USA und die Top 20 in Deutschland; insgesamt hat sich das Album mehr als 1,3 Millionen Mal verkauft. Auch die Singles erwiesen als sehr erfolgreich, sowohl The Fear als auch Not Fair wurden internationale Hits. Zudem erregte Fuck You (das wegen seines Titels nicht überall erschien) wegen seines künstlerisch gefeierten Videos von Arnaud & Clément Aufsehen. Im Lied geht es um George W. Bush. Allen wirft ihm vor, rassistisch und homophob zu sein. Der Song wurde auch unter den zensierten Titeln Guess Who Batman, Get With the Brogram oder GWB bekannt.
Bei Kritikern kam das Album teils gut, teils weniger gut an, einige konstatierten eine gewisse Müdigkeit und Lustlosigkeit bei Allen, jedoch wurde ihr trotzdem erneut eine Fähigkeit zur Produktion unterhaltsamer und bissiger Pop-Songs nachgesagt.

## Line-up
- Lily Allen (Gesang, Glockenspiel bei Back to the Start)
- Greg Kurstin (Keyboard, Gitarre, Bass, Programmierung)

## Titelliste
1. Everyone’s at It (4:38)
2. The Fear (3:27)
3. Not Fair (3:21)
4. 22 (3:06)
5. I Could Say (4:04)
6. Back to the Start (4:14)
7. Never Gonna Happen (3:27)
8. Fuck You (3:43)
9. Who’d Have Known (3:50)
10. Chinese (3:28)
11. Him (3:18)
12. He Wasn’t There (2:51)

### Weitere Versionen
- Bei der japanischen Version gab es folgende Bonustracks:
  - Kabul Shit (3:45)
  - Fag Hag (2:57)
- Bei iTunes gab es folgende Bonustracks:
  - The Fear (Acoustic) (3:26)
  - He Wasn’t There (Acoustic) (2:50)

### Liederanalyse
- Bei dem Stück 22 geht es um eine 22-jährige Frau, deren Zukunft gut aussieht. Aber jetzt ist sie fast 30 und verliert ihr Leben aus den Augen, indem sie jede Nacht ausgeht und nur One-Night-Stands statt eines festen Freundes hat. Das Musikvideo zu diesem Titel wurde am 1. Juni 2009 gedreht, Regie führte Jake Scott.

- Chinese handelt von Allens Mutter, He Wasn’t There von ihrem Vater und Go Back to the Start von ihrer Schwester. Auf Alright, Still fand sich mit Alfie ein Song über ihren Bruder, so dass jetzt ihre ganze Familie besungen ist.

### Singleauskopplungen
| Jahr | Titel Album                            | Höchstplatzierung, Gesamtwochen, AuszeichnungChartplatzierungen (Jahr, Titel, Album, Platzierungen, Wochen, Auszeichnungen, Anmerkungen) | Höchstplatzierung, Gesamtwochen, AuszeichnungChartplatzierungen (Jahr, Titel, Album, Platzierungen, Wochen, Auszeichnungen, Anmerkungen) | Höchstplatzierung, Gesamtwochen, AuszeichnungChartplatzierungen (Jahr, Titel, Album, Platzierungen, Wochen, Auszeichnungen, Anmerkungen) | Höchstplatzierung, Gesamtwochen, AuszeichnungChartplatzierungen (Jahr, Titel, Album, Platzierungen, Wochen, Auszeichnungen, Anmerkungen) | Höchstplatzierung, Gesamtwochen, AuszeichnungChartplatzierungen (Jahr, Titel, Album, Platzierungen, Wochen, Auszeichnungen, Anmerkungen) | Anmerkungen                             |
| Jahr | Titel Album                            | DE | AT | CH | UK | US | Anmerkungen                             |
| ---- | -------------------------------------- | --- | --- | --- | --- | --- | --------------------------------------- |
| 2008 | The Fear It’s Not Me, It’s You         | DE12 (17 Wo.)DE | AT20 (16 Wo.)AT | CH14 (26 Wo.)CH | UK1 (22 Wo.)UK | US80 (10 Wo.)US | Erstveröffentlichung: 9. Dezember 2008  |
| 2009 | Not Fair It’s Not Me, It’s You         | DE12 (31 Wo.)DE | AT6 (31 Wo.)AT | CH6 (35 Wo.)CH | UK5 (27 Wo.)UK | — | Erstveröffentlichung: 20. März 2009     |
| 2009 | Fuck You It’s Not Me, It’s You         | DE49 (9 Wo.)DE | AT12 (29 Wo.)AT | CH5 (38 Wo.)CH | — | US68 (2 Wo.)US | Erstveröffentlichung: 10. Juli 2009     |
| 2009 | 22 It’s Not Me, It’s You               | DE85 (1 Wo.)DE | AT54 (5 Wo.)AT | CH71 (2 Wo.)CH | UK14 (12 Wo.)UK | — | Erstveröffentlichung: 24. August 2009   |
| 2009 | Who’d Have Known It’s Not Me, It’s You | — | — | — | UK39 (5 Wo.)UK | — | Erstveröffentlichung: 30. November 2009 |

## Credits
- Alle Songs von Lily Allen und Greg Kurstin
- Gemixt von Greg Kurstin
- Everyone’s at It und Never Gonna Happen gemixt von Mark Stent
- Gemastert von Geoff Pesche
- Aufnahmetechniker bei Never Gonna Happen: Joel Avenden
- Coverdesign: Dan Sanders, Alex Cowper, Andy Hillman
- Fotos: Serge Lebion

## Kritiken
- Abgehört: Die wichtigsten CDs der Woche Lily Allen - "It's Not Me, It's You" Spiegel.de, 27. Januar 2009
- Frank Sawatzki: Staatstragend pink. In: Die Zeit. 5. Februar 2009, abgerufen am 26. April 2016.
- It’s Not Me, It’s You bei AllMusic (englisch)
- Jody Rosen: It's Not Me, It's You. In: Rolling Stone. 4. Februar 2009, abgerufen am 26. April 2016.
- Intro (Platten vor Gericht) (6.08/10)

## Kommerzieller Erfolg

### Chartplatzierungen
| ChartsChartplatzierungen       | Höchstplatzierung | Wochen |
| ------------------------------ | ----------------- | ------ |
| Deutschland (GfK)              | 17 (38 Wo.)       | 38     |
| Österreich (Ö3)                | 21 (30 Wo.)       | 30     |
| Schweiz (IFPI)                 | 6 (53 Wo.)        | 53     |
| Vereinigte Staaten (Billboard) | 5 (21 Wo.)        | 21     |
| Vereinigtes Königreich (OCC)   | 1 (76 Wo.)        | 76     |

| ChartsJahrescharts (2009)      | Platzierung |
| ------------------------------ | ----------- |
| Deutschland (GfK)              | 89          |
| Schweiz (IFPI)                 | 50          |
| Vereinigte Staaten (Billboard) | 148         |
| Vereinigtes Königreich (OCC)   | 9           |

| ChartsJahrescharts (2010)    | Platzierung |
| ---------------------------- | ----------- |
| Vereinigtes Königreich (OCC) | 74          |

### Auszeichnungen für Musikverkäufe
| Land/Region                  | Auszeichnungen für Musikverkäufe (Land/Region, Auszeichnung, Verkäufe) | Verkäufe    |
| ---------------------------- | ---------------------------------------------------------------------- | ----------- |
| Australien (ARIA)            | 4× Platin                                                              | 280.000     |
| Belgien (BRMA)               | Platin                                                                 | 30.000      |
| Europa (IFPI)                | Platin                                                                 | (1.000.000) |
| Frankreich (SNEP)            | Platin                                                                 | 100.000     |
| Irland (IRMA)                | 2× Platin                                                              | 30.000      |
| Kanada (MC)                  | Gold                                                                   | 40.000      |
| Neuseeland (RMNZ)            | Platin                                                                 | 15.000      |
| Schweiz (IFPI)               | Gold                                                                   | 15.000      |
| Vereinigtes Königreich (BPI) | 4× Platin                                                              | 1.200.000   |
| Insgesamt                    | 2× Gold · 14× Platin ·                                                 | 1.710.000   |